# William M. Runyan
William M. Runyan, född 21 januari 1870 i Marion, New York, död 29 juli 1957 i Pittsburg, Kansas,  baptistisk evangelist, musikförläggare och tonsättare från USA.

## Sånger
- Gud mig aldrig glömmer, nr 76 i Tempeltoner.
- Stor är din trofasthet, nr 512 i Segertoner 1960.